# غرم تششمة
غرم‌ تششمة هي قرية في مقاطعة نمين، إيران. عدد سكان هذه القرية هو 966 في سنة 2006.